# Кончерто гроссо
Кончерто гроссо (итал. concerto grosso — «большой концерт», «большое соревнование») — инструментальный жанр в музыке, зародившийся в эпоху барокко, основывается на чередовании и противопоставлении звучания всего состава исполнителей (итал. ripieno, «рипьено») и группы солистов (итал. concertino, «кончертино»). Возник в Италии, во второй половине XVII века как оркестровая разновидность трио-сонаты.

## Типы
Существует два классических типа кончерто гроссо (см. соната): concerto da chiesa (церковный концерт), в котором обычно чередуются быстрые (allegro, presto) и медленные части (andante, adagio и тп.), и камерный концерт (concerto da camera), в котором, как и в сюитах, используются танцевальные темы (gigue, sarabanda, allemanda и т.п.).

## Примеры
Классический образец жанра — 12 Кончерти гросси опус 6 Арканджело Корелли, опубликованные в 1714 году. В дальнейшем жанр развивали ученики Корелли: Франческо Джеминиани, Пьетро Локателли, а также Антонио Вивальди, написавший в этом жанре несколько концертов (см. оп. 3 "L'Estro Armonico"), Георг Фридрих Гендель и Иоганн Себастьян Бах. К началу второй половины XVIII века жанр concerto grosso в континентальной Европе был вытеснен сольными инструментальными концертами и концертными симфониями, однако в Великобритании, благодаря усилиям Генделя, Джеминиани и их британских последователей оставался популярным вплоть до начала XIX века. Своё возрождение кончерто гроссо пережил в XX веке, когда произведения в этом жанре написали такие композиторы, как Игорь Стравинский, Эрнест Блох, Богуслав Мартину, Альфред Шнитке, Кшиштоф Пендерецкий, Филип Гласс, Михаил Чекалин, митрополит Иларион (Алфеев) и др. Одновременно с этим развивался интерес к старинной музыке, связанный с движением аутентистов, в результате чего стали исполняться забытые произведения авторов XVII и XVIII веков, сочинявших в жанре кончерто гроссо.

## Список композиторов, сочинявших в жанре кончерто гроссо

### Барокко
- Джон Алкок
- Джузеппе Маттео Альберти
- Томазо Альбинони
- Джованни Энрико Альбикастро
- Франческо Барсанти
- Джон Бостон
- Франческо Антонио Бонпорти
- Иоганн Себастьян Бах
- Уильям Бойс
- Кэйпел Бонд
- Джузеппе Валентини
- Унико Вильгельм ван Вассенар
- Антонио Вивальди
- Гаспар Джозеф Висконти
- Георг Фридрих Гендель
- Кристоф Граупнер
- Джованни Лоренцо Грегори
- Эваристо Феличе Даль Абако
- Франческо Джеминиани
- Джорджо Джентили
- Лоренцо Гаэтано Дзаватери
- Франсиско Хосе де Кастро
- Пьетро Каструччи
- Уильям Корбетт
- Арканджело Корелли
- Бартоломео Джироламо Лауренти
- Пьетро Локателли
- Ричард Мадж
- Франческо Онофрио Манфредини
- Бенедетто Марчелло
- Микеле Машитти
- Антонио Мария Монтанари
- Джованни Мосси
- Георг Муффат
- Пьетро Ньокки
- Иоганн Кристоф Пепуш
- Иоганн Кристоф Пец
- Иоганн Георг Пизендель
- Джованни Бенедетто Платти
- Джузеппе Саммартини
- Алессандро Скарлатти
- Франческо Скарлатти
- Алессандро Страделла
- Чарльз Джон Стэнли
- Джулио Тальетти
- Георг Филипп Телеман
- Джузеппе Торелли
- Джакомо Факко
- Иоганн Фридрих Фаш
- Майкл Кристиан Фестинг
- Виллем де Феш
- Иоганн Давид Хайнихен
- Джон Хамфриз
- Иоганн Адольф Хассе
- Питер Хеллендаал
- Джон Хэбден
- Уильям Хэйес
- Иоганн Кристиан Шифердекер
- Альфред Гарриевич Шнитке
- Готфрид Генрих Штёльцель
- Чарльз Эйвисон